# Сент-Круа (острів, затока Алгоа)
Острів Сент-Круа — найбільший з трьох островів у затоці Алгоа, у Південній Африці, розташований за 8 кілометрів від порту Нгура. Острів має вирішальне значення для популяцій морських птахів, у тому числі африканських пінгвінів, які знаходяться під загрозою зникнення.
Острів Сент-Круа лежить за 3,9 км від континентального берега і піднімається на 29 метрів. Площа острову 12 га. Острів Сент-Круа відомий найбільшою гніздовою колонією африканських пінгвінів. Найбільша їх історична чисельність на острові сягнула 63 000 особин у 1993 році. Проте відтоді число пінгвінів на острові постійно зменшується, що відповідає загальним тенденціям до скорочення популяції виду.
У 2019 році пінгвіни острова Сент-Круа постраждали від розливу нафти в порту Нгкура.
Станом на 2022 рік не було проведено жодної оцінки впливу на навколишнє середовище через розлив нафти.